# ソフトスケープ
ソフトランドスケープ、ソフトスケープ（softscape）とは、庭の石や岩、通路、壁、テラスなどのハードスケープ（hardscape）に対比して木や花や芝生などの植物、水などを指す言葉。そして、これらの hardscape と softscape を合わせて、景観を美しくすることが、ランドスケープ・ランドスケープデザイン（landscape、ランドスケーピング）となる。これらに時間の経過や社会的な要因等が加わり、景観を形成している。
また造園とは基本的にソフトランドスケープを指す。一般的に、ランドスケープアーキテクトとはこのソフトランドスケープの専門家をさしている